# Bộ luật Dân sự (Việt Nam)
Bộ luật Dân sự Việt Nam là một ngành luật độc lập trong hệ thống pháp luật Việt Nam, bao gồm tổng hợp các quy phạm pháp luật nhằm điều chỉnh các quan hệ tài sản mang tính chất hàng hóa - tiền tệ và các quan hệ nhân thân trên cơ sở bình đẳng, độc lập của các chủ thể khi tham gia vào các quan hệ đó và có hiệu lực pháp lý trên toàn bộ lãnh thổ Việt Nam.

## Lịch sử
Trong giai đoạn nhà nước phong kiến, luật dân sự Việt Nam không được tách ra thành một bộ luật riêng mà được tìm thấy trong các điều khoản của các bộ luật phong kiến như Lê triều hình luật (Luật Hồng Đức), Nguyễn triều hình luật (Hoàng Việt luật lệ). Đến khi người Pháp chiếm đóng Việt Nam thì các bộ luật dân sự được áp dụng riêng rẽ ở ba kỳ lần lượt xuất hiện. Ví dụ: ở Nam Kỳ thì bộ luật dân sự Nam Kỳ giản yếu ra đời năm 1883, bộ dân luật Bắc Kỳ ra đời năm 1931 và tại Trung Kỳ là bộ dân luật Trung Kỳ (Hoàng Việt Trung Kỳ hộ luật) ra đời năm 1936. Sau ngày 2 tháng 9 năm 1945, do hoàn cảnh chiến tranh với người Pháp nên chính phủ của chủ tịch Hồ Chí Minh vẫn áp dụng các bộ luật dân sự này. Ngày 22 tháng 5 năm 1950, chủ tịch Hồ Chí Minh ký Sắc lệnh số 97/SL để "sửa đổi một số quy lệ và chế định trong dân luật" nhằm sửa đổi một số điều trong các bộ dân luật cũ này. Tại miền bắc Việt Nam, ngày 10 tháng 7 năm 1959 tòa án tối cao ra chỉ thị số 772/TATC để "đình chỉ việc áp dụng luật pháp cũ của phong kiến đế quốc". Từ thời điểm đó trở đi, tại miền bắc Việt Nam thiếu hẳn bộ luật dân sự thực thụ. Một số mảng của luật dân sự được tách ra thành các  luật khác như Luật hôn nhân và gia đình hay các văn bản pháp quy dưới luật như thông tư, chỉ thị, nghị định, pháp lệnh. Tuy nhiên, nhiều lĩnh vực dân sự như thừa kế, quyền sở hữu trí tuệ v.v. không được điều chỉnh trực tiếp. Các quy định về nghĩa vụ dân sự được quy định chủ yếu là các vấn đề về nhà ở, vàng bạc, kim khí quý và đá quý v.v. và nói chung mang nặng tính chất hành chính. Có thể liệt kê một số văn bản pháp luật trong lĩnh vực dân sự như: Luật hôn nhân gia đình (1986), Luật Quốc tịch (1988), Pháp lệnh chuyển giao công nghệ nước ngoài vào Việt Nam (1988), Pháp lệnh về sở hữu công nghiệp (1989), Pháp lệnh Hợp đồng kinh tế (1989), Pháp lệnh về thừa kế (1990), Pháp lệnh về Hợp đồng dân sự (1991), Pháp lệnh về nhà ở (1991)... Tuy các pháp lệnh có nhiều nhưng đôi khi chồng chéo và mâu thuẫn với nhau nên đã gây ra nhiều khó khăn cho việc áp dụng pháp luật.

## Các phiên bản

### Bộ luật Dân sự 1995
Năm 1995, Quốc hội nước Cộng hòa Xã hội chủ nghĩa Việt Nam thông qua Bộ luật Dân sự (có hiệu lực từ ngày 1 tháng 7 năm 1996).
Sau 10 năm thi hành, Bộ luật Dân sự đã có nhiều hạn chế, bất cập như: một số quy định không phù hợp với sự chuyển đổi nhanh của nền kinh tế thị trường, không rõ ràng hay không đầy đủ hoặc còn mang tính hành chính. Nhiều bộ luật mới ra đời có các nội dung liên quan đến Bộ luật Dân sự Việt Nam 1995 nhưng bộ luật này lại không điều chỉnh, sửa đổi dẫn đến mâu thuẫn giữa chúng cũng như chưa có sự tương thích với các Điều ước quốc tế và thông lệ quốc tế.

### Bộ luật Dân sự 2005
Ngày 14 tháng 6 năm 2005, Quốc hội Việt Nam đã thông qua Bộ luật Dân sự mới. Bộ luật Dân sự Việt Nam 2005 có hiệu lực kể từ ngày 1 tháng 1 năm 2006.

### Bộ luật Dân sự 2015
Ngày 24 tháng 11 năm 2015, Quốc hội Việt Nam đã thông qua Bộ luật Dân sự mới lần 2. Bộ Luật Dân sự Việt Nam 2015 có hiệu lực kể từ ngày 1 tháng 1 năm 2017.
So với quy định của Bộ luật Dân sự 2005, Bộ luật Dân sự 2015 có một số điểm mới đáng chú ý như:
Chính thức cho phép chuyển đổi giới tính
Bộ luật Dân sự 2015 quy định, cá nhân chuyển đổi giới tính có quyền, nghĩa vụ đăng ký thay đổi hộ tịch theo quy định của pháp luật; có quyền nhân thân phù hợp với giới tính đã được chuyển đổi.
Quy định cụ thể về lãi suất khi cho vay tiền
Bộ luật này cũng cho phép các bên được thỏa thuận lãi suất vay tài sản trong dân sự, nhưng tối đa không quá 20%/năm của khoản tiền vay.
Bộ luật Dân sự 2005 quy định tính theo lãi suất cơ bản của Ngân hàng Nhà nước.
Trường hợp các bên có thỏa thuận về việc trả lãi, nhưng không xác định rõ lãi suất và có tranh chấp về lãi suất thì lãi suất được xác định bằng 50% mức lãi suất nêu trên. 
Quy định cụ thể về thời hiệu chia di sản thừa kế
Bộ luật quy định thời hiệu chia di sản thừa kế là 30 năm đối với bất động sản; 10 năm với động sản, kể từ thời điểm mở thừa kế.
Quy định cụ thể về thời hiệu bồi thường thiệt hại ngoài hợp đồng
Thời hiệu khởi kiện yêu cầu bồi thường thiệt hại là 03 năm, kể từ ngày người có quyền yêu cầu biết hoặc phải biết về quyền, lợi ích hợp pháp của mình bị xâm phạm, thay vì 02 năm như quy định hiện hành.